# Rastlinie

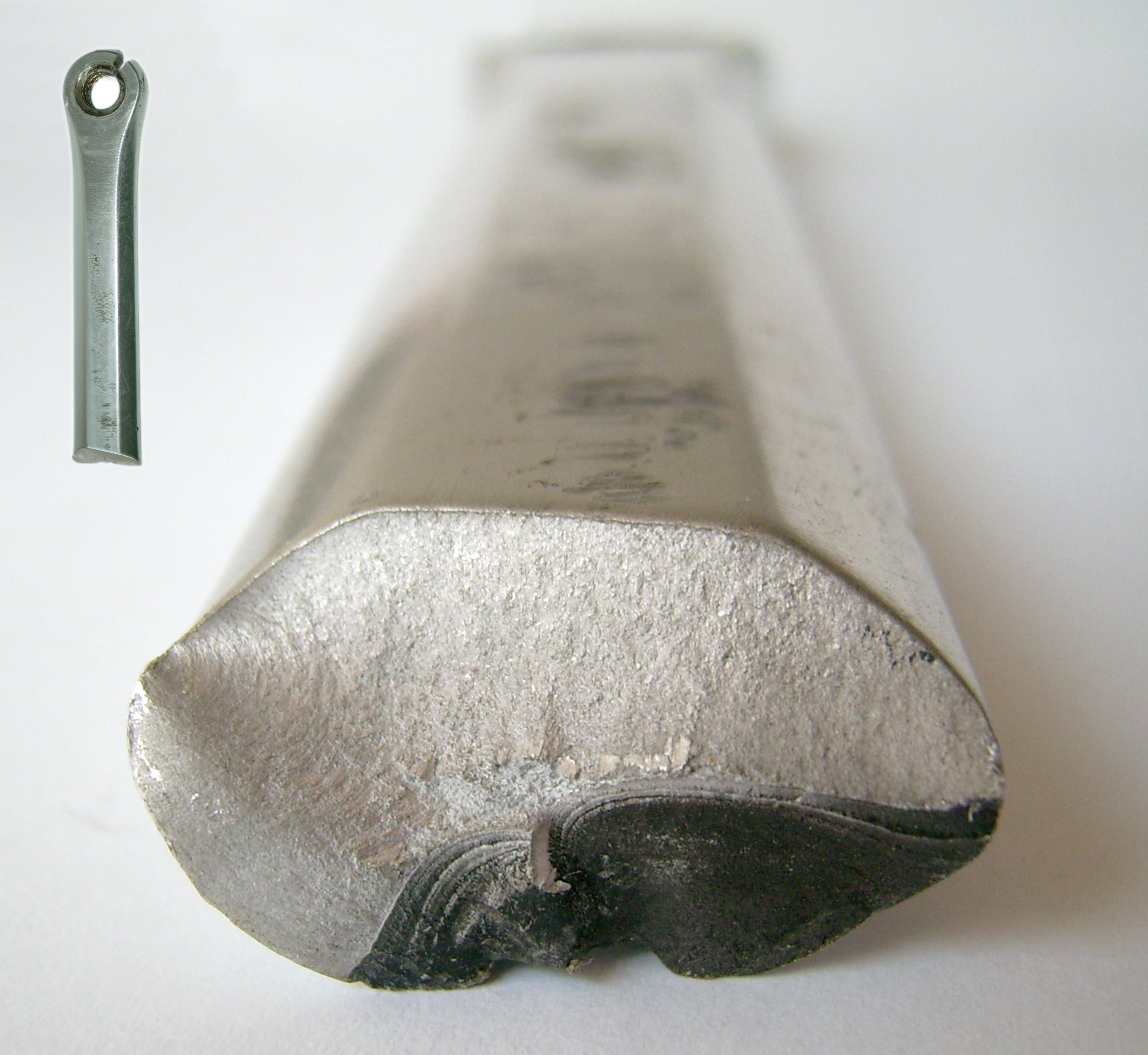
Dunkel: Ermüdungsbruch mit Rastlinien
an einem gegossenem Pedalarm aus Aluminium
(hell: finaler Spröd- / Gewaltbruch)

Rastlinien sind das makroskopische Kennzeichen für einen Ermüdungsbruch, sie lassen das zyklische Risswachstum auf der Bruchfläche erkennen. Sie entstehen durch Korrosion am Rissende bei einer langfristigen Änderung der Mittelspannung. Diese ändert sich oft bei einem Wechsel des Betriebszustandes, z. B. einem Anlagenstillstand über Nacht oder einer Drehrichtungsumkehr.
Abhängig von Werkstoff und Umgebungsbedingungen werden zwischen 30 Minuten und wenigen Tagen benötigt, um eine sichtbare Rastlinie entstehen zu lassen. Wenn eine Aufzeichnung der Betriebszustände vorliegt, kann mit Hilfe der Rastlinien ein Startzeitpunkt des Anrisses abgeschätzt werden.

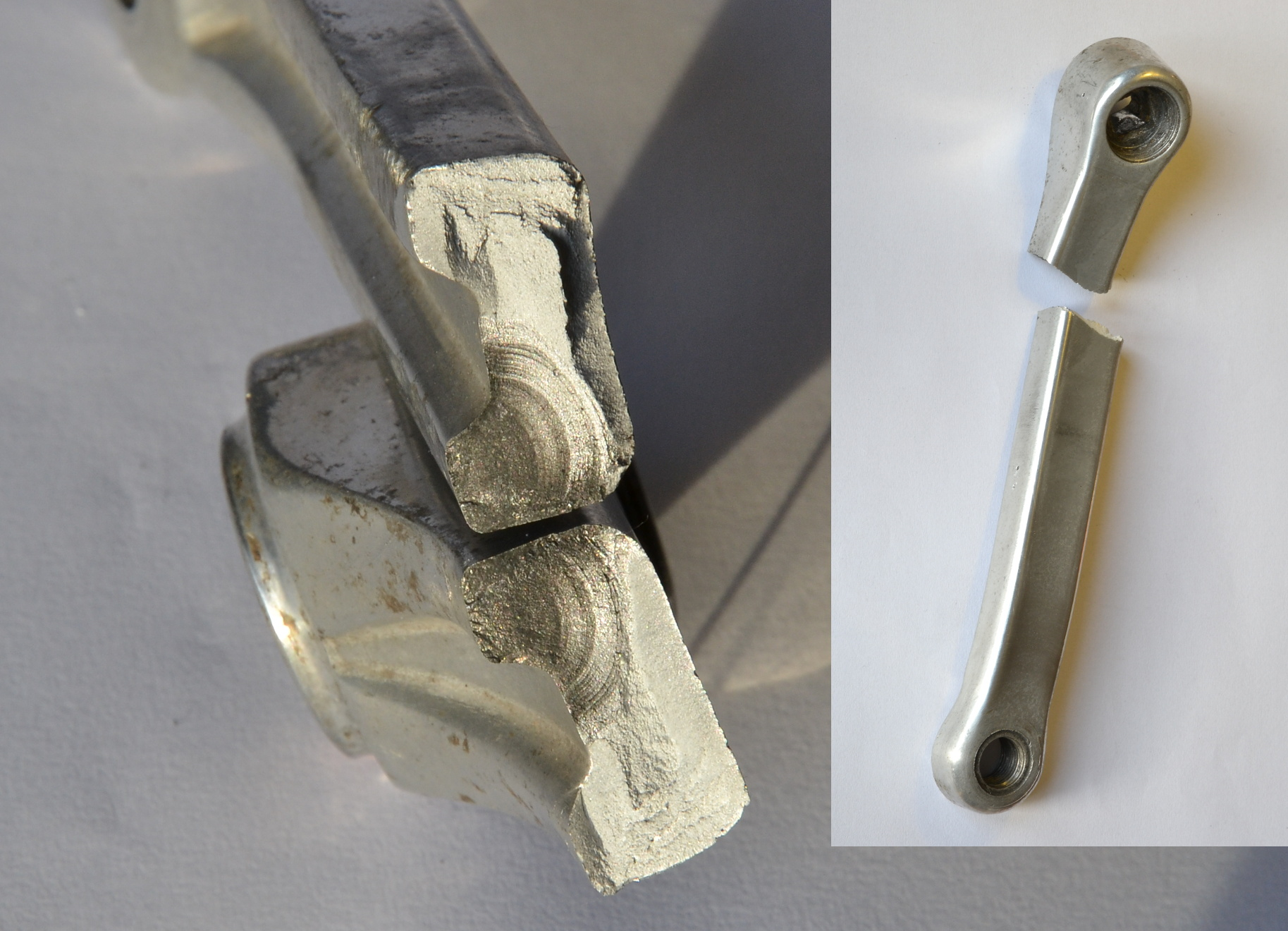
Ein weiterer gebrochener Aluminium-Kurbelarm eines Fahrrads mit muschelförmig verlaufenden Rastlinien und Sprödbruch bzw. Verformungsbruch auf der Restfläche

Bei einem Ermüdungsbruch müssen nicht zwangsläufig Rastlinien erkennbar sein. Sie entstehen nur dann, wenn nicht ausschließlich eine einstufige Beanspruchung vorlag.